# 政治イデオロギーの一覧
政治イデオロギーの一覧（せいじイデオロギーのいちらん）では、政治的なイデオロギーを一覧する。

## あ行

### あ
- 愛国心
- アイルランドのナショナリズム
- アナキズム
- アナルコサンディカリスム
- アフリカ社会主義
- アメリカ合衆国の保守主義
- アラブ社会主義

### い
- イスラム教社会主義
- イスラム主義

### う
- 右派リバタリアニズム
- 右翼社会主義
- 右翼フェミニズム

### え
- エコファシズム
- エコフェミニズム
- LGBT保守主義

### お
- オーストリア・マルクス主義
- オーストロファシズム
- オートノミズム
- オルド自由主義

## か行

### か
- 過激派保守主義
- カストロ主義
- カルチュラル・フェミニズム
- 環境主義

### き
- 急進主義
- 教権的ファシズム
- 共産主義
- 共同体主義
- キリスト教共産主義
- キリスト教社会主義
- キリスト教民主主義
- ギルド社会主義

### く
- 空想的社会主義
- グリーンアナキズム

### け
- 経済的自由主義
- 現実社会主義

### こ
- コーポラティズム
- 国民自由主義
- 国民保守主義
- 個人主義
- 個人主義的フェミニズム
- 個人主義的無政府主義
- 国家サンディカリスム
- 国家社会主義
- 古典的自由主義

## さ行

### さ
- 最小国家主義
- サパティスモ
- 左派リバタリアニズム
- 左翼共産主義
- 左翼ナショナリズム
- サンディカリスム

### し
- シオニズム
- 市場社会主義
- 社会改良主義
- 社会自由主義
- 社会主義
- 社会的無政府主義
- 社会保守主義
- 社会民主主義
- 宗教右派 (曖昧さ回避)
- 宗教左派
- 宗教社会主義
- 宗教的自由主義
- 集産主義的無政府主義
- 自由社会主義
- 自由主義
- 修正主義
- 自由保守主義
- 主体思想
- 消費主義
- 新自由主義
- 進歩主義 (政治)
- 新保守主義

### す
- スーフィズム
- スターリニズム

### せ
- 正統派マルクス主義
- 赤化

## た行

### ち
- チトー主義
- 中国の特色ある社会主義

### て
- デ・レオン主義
- 伝統保守主義
- 天皇制ファシズム

### と
- ド・ゴール主義
- トロツキズム

## な行

### な
- ナショナリズム
- ナショナル・ロマンティシズム
- ナチス左派
- ナチズム

### ね
- ネオ・シオニズム
- ネオ・ファシズム

### の
- 農本思想

## は行

### は
- パナーキズム
- パン・アフリカ主義
- 汎アラブ主義
- 汎ヨーロッパ主義

### ひ
- 評議会共産主義
- ヒンドゥー・ナショナリズム

### ふ
- ファシズム
- フェミニズム
- 仏教アナキズム
- 仏教社会主義
- フランキスモ
- 文化保守主義

### へ
- ペイリオコン

### ほ
- ホー・チ・ミン思想
- 保守
- 保守自由主義
- ホッジャ主義
- ボリバル主義

## ま行

### ま
- マスキュリズム
- マルクス主義
- マルクス・レーニン主義

### み
- 緑の保守主義
- 民主社会主義
- 民族アナキズム
- 民族主義
- 民族統一主義
- 民族ボルシェヴィズム

### む
- 無政府共産主義
- 無政府原始主義
- 無政府資本主義

### め
- メラネシア社会主義

### も
- 毛沢東思想

## や行

### ゆ
- ユーロコミュニズム

## ら行

### ら
- ラディカル・フェミニズム

### り
- リバタリアニズム
- リバタリアン社会主義
- リバタリアン保守主義
- リベラル
- リベラル・フェミニズム

### る
- ルクセンブルク主義

### れ
- レーニン主義
- レクシズム

### ろ
- 労働シオニズム